# Persone di cognome Walsh
| Questa pagina contiene informazioni ricavate automaticamente dalle voci biografiche con l'ausilio del template Bio e di un bot. L'aggiornamento è periodico e automatico e ricostruisce completamente la pagina. Se manca una persona in questa lista, sei pregato di non aggiungerla, ma accertati piuttosto che la sua voce biografica contenga il template Bio e che i dati anagrafici siano correttamente compilati. Se il template Bio manca, inseriscilo tu stesso o, in alternativa, metti l'avviso {{tmp\|Bio}} che ne segnala la mancanza. Se i dati riportati sono sbagliati, correggi direttamente la voce biografica; le modifiche saranno visibili in questa lista entro pochi giorni. Per chiarimenti vedi il progetto antroponimi. La lista contiene solo le 84 persone che sono citate nell'enciclopedia e per le quali è stato implementato correttamente il template Bio. Pagina aggiornata al 23 apr 2025. |

Questa è una lista di persone presenti nell'enciclopedia che hanno il cognome Walsh, suddivise per attività principale.

## Allenatori di calcio(2)
- Alan Walsh, allenatore di calcio e ex calciatore inglese (Hartlepool, n. 1956)
- Mike Walsh, allenatore di calcio e ex calciatore irlandese (Blackley, n. 1956)

## Allenatori di football americano(2)
- Adam Walsh, allenatore di football americano statunitense (Churchville, n. 1901 - Westwood, † 1985)
- Bill Walsh, allenatore di football americano statunitense (Los Angeles, n. 1931 - Woodside, † 2007)

## Arbitri di calcio(1)
- Nick Walsh, arbitro di calcio scozzese (n. 1990)

## Arbitri di pallacanestro(1)
- David Walsh, arbitro di pallacanestro statunitense (Hoboken, n. 1889 - Boca Raton, † 1975)

## Arbitri di rugby a 15(1)
- Steve Walsh, arbitro di rugby a 15 neozelandese (Cambridge, n. 1972)

## Arcivescovi cattolici(2)
- John Walsh, arcivescovo cattolico irlandese (Mooncoin, n. 1830 - Toronto, † 1898)
- William Joseph Walsh, arcivescovo cattolico irlandese (Dublino, n. 1841 - Dublino, † 1921)

## Attori(7)
- Tony Rohr, attore irlandese (Mainstown, n. 1939 - † 2023)
- Bradley Walsh, attore, comico e conduttore televisivo britannico (Watford, n. 1960)
- Dylan Walsh, attore statunitense (Los Angeles, n. 1963)
- George Walsh, attore statunitense (New York, n. 1889 - Pomona, † 1981)
- J. T. Walsh, attore statunitense (San Francisco, n. 1943 - La Mesa, † 1998)
- M. Emmet Walsh, attore statunitense (Ogdensburg, n. 1935 - St. Albans, † 2024)
- Matt Walsh, attore, comico e sceneggiatore statunitense (Chicago, n. 1964)

## Attrici(7)
- Amanda Walsh, attrice canadese (Rigaud, n. 1981)
- Barbara Walsh, attrice e cantante statunitense (Washington, n. 1955)
- Eileen Walsh, attrice irlandese (Cork, n. 1977)
- Gwynyth Walsh, attrice canadese (Winnipeg, n. 1956)
- Kate Walsh, attrice statunitense (San Jose, n. 1967)
- Kimberley Walsh, attrice e cantante britannica (Bradford, n. 1981)
- Maiara Walsh, attrice e cantante statunitense (Seattle, n. 1988)

## Attrici pornografiche(1)
- Capri Anderson, ex attrice pornografica statunitense (New York, n. 1988)

## Calciatori(10)
- Bill Walsh, calciatore inglese (Horden, n. 1923 - Gold Coast, † 2014)
- Billy Walsh, calciatore irlandese (Dublino, n. 1921 - Noosa, † 2006)
- Billy Walsh, ex calciatore statunitense (Chatham Borough, n. 1975)
- Davy Walsh, calciatore irlandese (Waterford, n. 1924 - † 2016)
- Gary Walsh, ex calciatore inglese (Wigan, n. 1968)
- Liam Walsh, calciatore inglese (Huyton, n. 1997)
- Maurice Walsh, calciatore maltese (Senglea, n. 1930 - † 2022)
- Mickey Walsh, ex calciatore irlandese (Chorley, n. 1954)
- Paul Walsh, ex calciatore inglese (Plumstead, n. 1962)
- Sandy Walsh, calciatore olandese (Bruxelles, n. 1995)

## Calciatrici(1)
- Keira Walsh, calciatrice inglese (Rochdale, n. 1997)

## Canoisti(1)
- Campbell Walsh, canoista britannico (Glasgow, n. 1977)

## Canottieri(1)
- Daniel Walsh, canottiere statunitense (Norwalk, n. 1979)

## Cantanti(1)
- Steve Walsh, cantante, tastierista e compositore statunitense (Saint Louis, n. 1951)

## Cestisti(6)
- Christy Walsh, cestista irlandese (Tralee, n. 1920 - Dublino, † 1985)
- Jim Walsh, cestista statunitense (San Francisco, n. 1930 - San Francisco, † 1976)
- Matt Walsh, ex cestista statunitense (Holland, n. 1982)
- Donnie Walsh, ex cestista, allenatore di pallacanestro e dirigente sportivo statunitense (New York, n. 1941)
- Jordan Walsh, cestista statunitense (DeSoto, n. 2004)
- Peter Walsh, ex cestista australiano (Melbourne, n. 1954)

## Chitarristi(1)
- Joe Walsh, chitarrista statunitense (Wichita, n. 1947)

## Conduttori radiofonici(1)
- Matt Walsh, conduttore radiofonico e opinionista statunitense (n. 1986)

## Danzatori(1)
- Thommie Walsh, ballerino, coreografo e regista statunitense (Auburn, n. 1950 - Auburn, † 2007)

## Drammaturghi(1)
- Enda Walsh, commediografo e sceneggiatore irlandese (Dublino, n. 1967)

## Fisici(1)
- Alan Walsh, fisico e chimico britannico (Hoddlesden, n. 1916 - Melbourne, † 1998)

## Fumettisti(1)
- Bill Walsh, fumettista e sceneggiatore statunitense (New York, n. 1913 - Los Angeles, † 1975)

## Giocatori di baseball(2)
- Ed Walsh, giocatore di baseball e allenatore di baseball statunitense (Plains Township, n. 1881 - Pompano Beach, † 1959)
- Jared Walsh, giocatore di baseball statunitense (Brookfield, n. 1993)

## Giocatori di football americano(2)
- Blair Walsh, giocatore di football americano statunitense (Boca Raton, n. 1990)
- Steve Walsh, ex giocatore di football americano statunitense (St. Paul, n. 1966)

## Giornalisti(1)
- Declan Walsh, giornalista irlandese

## Martellisti(1)
- Con Walsh, martellista canadese (Carriganimma, n. 1885 - Seattle, † 1961)

## Militari(1)
- Kenneth A. Walsh, militare statunitense (Brooklyn, n. 1916 - Santa Ana, † 1998)

## Montatori(1)
- Martin Walsh, montatore britannico (Manchester, n. 1955)

## Musicisti(1)
- Greg Walsh, musicista e produttore discografico inglese

## Nuotatori(1)
- Kenneth Walsh, ex nuotatore statunitense (Orange, n. 1945)

## Nuotatrici(2)
- Alexandra Walsh, nuotatrice statunitense (Nashville, n. 2001)
- Gretchen Walsh, nuotatrice statunitense (Nashville, n. 2003)

## Oceanografi(1)
- Don Walsh, oceanografo e esploratore statunitense (Berkeley, n. 1931 - Myrtle Point, † 2023)

## Pallavolisti(2)
- Brett Walsh, pallavolista canadese (Calgary, n. 1994)
- Robert Walsh, pallavolista statunitense (Chicago, n. 1993)

## Personaggi televisivi(1)
- Louis Walsh, personaggio televisivo e produttore discografico irlandese (Kiltimagh, n. 1952)

## Pesisti(1)
- Tomas Walsh, pesista neozelandese (Timaru, n. 1992)

## Politici(4)
- James T. Walsh, politico statunitense (Syracuse, n. 1947)
- John Walsh, politico statunitense (Butte, n. 1960)
- Marty Walsh, politico statunitense (Boston, n. 1967)
- Thomas James Walsh, politico e avvocato statunitense (Two Rivers, n. 1859 - nei pressi di Wilson, † 1933)

## Registe(1)
- Aisling Walsh, regista e sceneggiatrice irlandese (Dublino, n. 1958)

## Registi(1)
- Raoul Walsh, regista cinematografico, attore e sceneggiatore statunitense (New York, n. 1887 - Simi Valley, † 1980)

## Sceneggiatrici(1)
- Fran Walsh, sceneggiatrice, produttrice cinematografica e paroliera neozelandese (Wellington, n. 1959)

## Scrittrici(2)
- Helen Walsh, scrittrice e regista britannica (Warrington, n. 1977)
- María Elena Walsh, scrittrice, compositrice e commediografa argentina (Ramos Mejía, n. 1930 - Buenos Aires, † 2011)

## Tenniste(1)
- Sharon Walsh, tennista statunitense (San Francisco, n. 1952)

## Velocisti(1)
- Julian Walsh, velocista giapponese (Kingston, n. 1996)

## Vescovi cattolici(6)
- Daniel Francis Walsh, vescovo cattolico statunitense (San Francisco, n. 1937)
- Dennis Gerard Walsh, vescovo cattolico statunitense (Lima, n. 1965)
- James Anthony Walsh, vescovo cattolico statunitense (Cambridge, n. 1867 - Maryknoll, † 1936)
- James Edward Walsh, vescovo cattolico e missionario statunitense (Cumberland, n. 1891 - Ossining, † 1981)
- Jeffrey Joseph Walsh, vescovo cattolico statunitense (Scranton, n. 1965)
- Thomas Walsh, vescovo cattolico britannico (Londra, n. 1777 - Londra, † 1849)